# Municipio de Starr (Kansas)
El municipio de Starr (en inglés: Starr Township) es un municipio ubicado en el condado de Cloud en el estado estadounidense de Kansas. En el año 2010 tenía una población de 624 habitantes y una densidad poblacional de 6,77 personas por km².

## Geografía
El municipio de Starr se encuentra ubicado en las coordenadas 39°20′51″N 97°25′34″O / 39.34750, -97.42611. Según la Oficina del Censo de los Estados Unidos, el municipio tiene una superficie total de 92.15 km², de la cual 92,06 km² corresponden a tierra firme y (0,1 %) 0,09 km² es agua.

## Demografía
Según el censo de 2010, había 624 personas residiendo en el municipio de Starr. La densidad de población era de 6,77 hab./km². De los 624 habitantes, el municipio de Starr estaba compuesto por el 97,92 % blancos, el 0,16 % eran amerindios, el 0,16 % eran asiáticos, el 0,48 % eran de otras razas y el 1,28 % eran de una mezcla de razas. Del total de la población el 1,44 % eran hispanos o latinos de cualquier raza.